# Znam te
Znam te è un singolo della cantante croata Maja Blagdan, pubblicato nel 2015 attraverso l'etichetta discografica Aquarius Records.

## Tracce
Download digitale
1. Znam te – 3:42